# We (album)
Pour les articles homonymes, voir We.
Albums de Arcade Fire
Everything Now
(2017) Pink Elephant
(2025)
We, typographié WE, est le 6e album studio du groupe de rock indépendant canadien Arcade Fire, sorti le 6 mai 2022.

## Développement
Le titre inédit Generation A est interprété lors d'une soirée électorale américaine le 4 novembre 2020.
En avril 2021, Arcade Fire partage un nouveau morceau de 45 minutes intitulé Memories of the Age of Anxiety, créé pour une application de méditation et d'aide au sommeil.
En mars 2022, Arcade Fire publie un premier extrait de son album, le double titre The Lightning I, II. En avril, Unconditional I (Lookout Kid), un nouvel extrait, est publié.
Le 6 mai, l'album WE est publié. L'album comprend deux parties, une première, intitulé I qui évoque l'isolement et une seconde, WE qui célèbre l'unité,.

## Liste des titres
| No  | Titre                                 | Durée |
| --- | ------------------------------------- | ----- |
| 1.  | Age of Anxiety I                      | 5:27  |
| 2.  | Age of Anxiety II (Rabbit Hole)       | 6:41  |
| 3.  | Prelude                               | 0:30  |
| 4.  | End of the Empire I–III               | 5:23  |
| 5.  | End of the Empire IV (Sagittarius A*) | 3:54  |
| 6.  | The Lightning I                       | 3:01  |
| 7.  | The Lightning II                      | 2:34  |
| 8.  | Unconditional I (Lookout Kid)         | 4:33  |
| 9.  | Unconditional II (Race and Religion)  | 4:20  |
| 10. | We                                    | 3:51  |

## Classements hebdomadaires
| Classement (2022)                   | Meilleure place |
| ----------------------------------- | --------------- |
| Allemagne (Media Control AG)        | 5               |
| Australie (ARIA)                    | 11              |
| Autriche (Ö3 Austria Top 40)        | 2               |
| Belgique (Flandre Ultratop)         | 4               |
| Belgique (Wallonie Ultratop)        | 4               |
| Canada (Canadian Albums Chart)      | 3               |
| Danemark (Tracklisten)              | 19              |
| Écosse (OCC)                        | 1               |
| Espagne (Promusicae)                | 6               |
| États-Unis (Billboard 200)          | 6               |
| États-Unis (Top Alternative Albums) | 1               |
| États-Unis (Top Rock Albums)        | 1               |
| Finlande (Suomen virallinen lista)  | 22              |
| France (SNEP)                       | 2               |
| Irlande (Irish Albums Chart)        | 1               |
| Italie (FIMI)                       | 19              |
| Norvège (VG-lista)                  | 15              |
| Nouvelle-Zélande (RIANZ)            | 20              |
| Pays-Bas (Mega Album Top 100)       | 1               |
| Portugal (AFP)                      | 1               |
| Royaume-Uni (UK Albums Chart)       | 1               |
| Suède (Sverigetopplistan)           | 42              |
| Suisse (Schweizer Hitparade)        | 2               |